# Coleophora minimella
Coleophora minimella é uma espécie de mariposa do gênero Coleophora pertencente à família Coleophoridae.